# Maccaffertium exiguum
Maccaffertium exiguum är en dagsländeart som först beskrevs av Jay R. Traver 1933.  Maccaffertium exiguum ingår i släktet Maccaffertium och familjen forsdagsländor. Inga underarter finns listade i Catalogue of Life.